# فرضية العلامة الجسدية

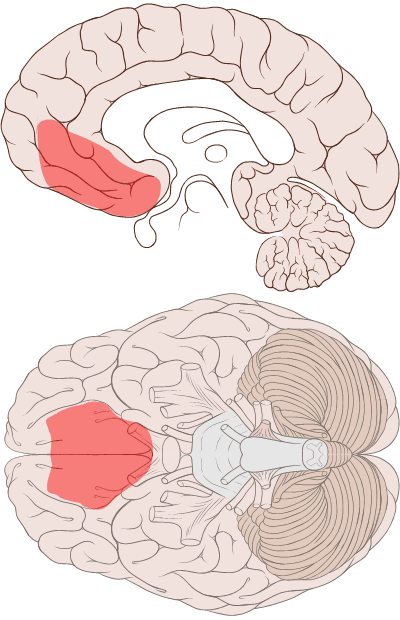
من المحتمل أن يتم تخزين العلامات الجسدية في القشرة الجبهية الأمامية البطنية.

تقترح فرضية العلامة الجسدية، التي صاغها أنطونيو داماسيو والباحثون المرتبطون به، أن العمليات العاطفية توجه (أو تحيّز) السلوك، وخاصة عملية اتخاذ القرار.  
"العلامات الجسدية" هي مشاعر في الجسم مرتبطة بالعواطف، مثل ارتباط ضربات القلب السريعة بالقلق أو الغثيان بالاشمئزاز. وفقًا لهذه الفرضية، تؤثر العلامات الجسدية بقوة على عملية اتخاذ القرار اللاحقة. يُعتقد أن العلامات الجسدية داخل الدماغ تتم معالجتها في القشرة الجبهية الأمامية البطنية (vmPFC) واللوزة الدماغية. تم اختبار الفرضية في التجارب باستخدام مهمة مقامرة أيوا.

## خلفية

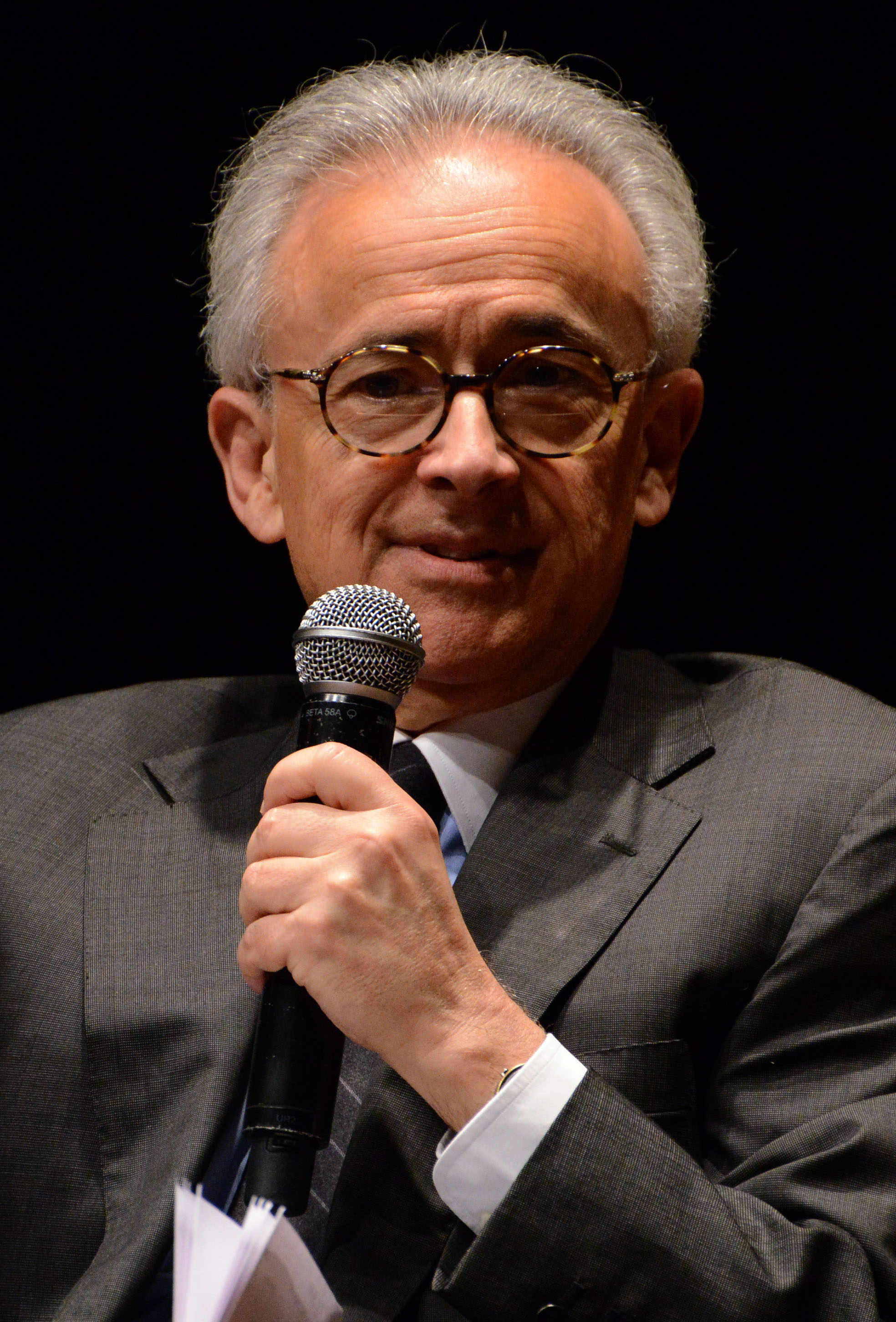
أنطونيو داماسيو، صاحب فرضية العلامة الجسدية

في النظرية الاقتصادية، غالبًا ما يتم تصميم عملية صنع القرار البشري على أنها خالية من المشاعر، وتتضمن فقط التفكير المنطقي القائم على حسابات التكلفة والفائدة.  على النقيض من ذلك، تقترح فرضية العلامة الجسدية أن العواطف تلعب دورًا حاسمًا في القدرة على اتخاذ قرارات سريعة وعقلانية في المواقف المعقدة وغير المؤكدة. 
قدم المرضى الذين يعانون من تلف في الفص الجبهي، مثل فينياس غيج، أول دليل على أن الفص الجبهي كان مرتبطًا باتخاذ القرار. يؤدي تلف الفص الجبهي، وخاصة القشرة الجبهية الأمامية، إلى ضعف القدرة على تنظيم وتخطيط السلوك والتعلم من الأخطاء السابقة، دون التأثير على الفكر من حيث الذاكرة العاملة والانتباه وفهم اللغة والتعبير عنها.  
يعاني مرضى القشرة الجبهية الأمامية أيضًا من صعوبة في التعبير عن المشاعر المناسبة وتجربتها. وقد دفع هذا أنطونيو داماسيو إلى طرح فرضية مفادها أن العجز في اتخاذ القرار بعد تلف القشرة الجبهية الأمامية البطنية ينتج عن عدم القدرة على استخدام العواطف للمساعدة في توجيه السلوك المستقبلي بناءً على التجارب السابقة. وبالتالي، فإن الضرر الذي يلحق بقشرة الفص الجبهي البطني يفرض على المتضررين الاعتماد على تحليلات التكلفة والفائدة البطيئة والمرهقة لكل موقف اختيار معين. 

## فرضية
عندما يتخذ الأفراد قرارات، يتعين عليهم تقييم القيمة الحافزة للاختيارات المتاحة لهم، باستخدام العمليات المعرفية والعاطفية. عندما يواجه الأفراد خيارات معقدة ومتضاربة، فقد لا يتمكنون من اتخاذ القرار باستخدام العمليات المعرفية فقط، والتي قد تصبح مثقلة. وبناءً على ذلك، يُفترض أن العواطف هي التي توجه عملية اتخاذ القرار.
العواطف، كما عرفها داماسيو، هي تغيرات في حالة الجسم والدماغ استجابة للمحفزات.  تحدث التغيرات الفسيولوجية (مثل قوة العضلات ومعدل ضربات القلب ونشاط الغدد الصماء والوضعية وتعبيرات الوجه وما إلى ذلك) في الجسم ويتم نقلها إلى المخ حيث يتم تحويلها إلى عاطفة تخبر الفرد بشيء ما عن الحافز الذي واجهه. مع مرور الوقت، تصبح العواطف والتغيرات الجسدية المقابلة لها، والتي تسمى "العلامات الجسدية"، مرتبطة بمواقف معينة ونتائجها الماضية.
عند اتخاذ قرارات لاحقة، ترتبط هذه العلامات الجسدية والعواطف التي تثيرها بشكل واعٍ أو بغير واعٍ بنتائجها السابقة، وتؤثر على عملية اتخاذ القرار لصالح بعض السلوكيات بدلاً من غيرها.  على سبيل المثال، عندما يتم إدراك علامة جسدية مرتبطة بنتيجة إيجابية، قد يشعر الشخص بالسعادة وبالتالي يتم تحفيزه لمتابعة هذا السلوك. عندما يتم إدراك علامة جسدية مرتبطة بالنتيجة السلبية، قد يشعر الشخص بالحزن، وهو ما يعمل كإنذار داخلي لتحذير الفرد من تجنب هذا المسار من العمل. تعتمد هذه الحالات الجسدية الخاصة بالمواقف على التجارب السابقة، وتعززها، وتساعد في توجيه السلوك لصالح خيارات أكثر فائدة، وبالتالي فهي قابلة للتكيف.
وفقًا لهذه الفرضية، هناك مساران متميزان يعملان على إعادة تنشيط الاستجابات للعلامات الجسدية. في المسار الأول، يمكن إثارة المشاعر من خلال التغيرات في الجسم والتي يتم إسقاطها على الدماغ - والتي تسمى "حلقة الجسم". على سبيل المثال، قد يؤدي مواجهة شيء مخيف مثل الثعبان إلى إثارة استجابة الكر أو الفر والتسبب في الخوف. في المسار الثاني، يمكن تنشيط التمثيلات المعرفية للعواطف (تخيل موقف غير سار "كما لو" كنت في هذا الموقف المعين) في الدماغ دون إثارة مباشرة من خلال حافز حسي - يسمى "حلقة الجسم كما لو". وبالتالي، يمكن للدماغ توقع التغيرات الجسدية المتوقعة، مما يسمح للفرد بالاستجابة بشكل أسرع للمحفزات الخارجية دون انتظار حدوث حدث فعلي.  اللوزة الدماغية والقشرة الجبهية الأمامية الوسطية (قسم فرعي من القشرة الجبهية الأمامية المدارية والوسطى) هي مكونات أساسية لهذه الآلية المفترضة، وبالتالي فإن الضرر الذي يلحق بأي من البنيتين سوف يعطل عملية اتخاذ القرار. 

## الأدلة التجريبية
في محاولة لإنتاج أداة نفسية عصبية بسيطة من شأنها تقييم العجز في المعالجة العاطفية واتخاذ القرار والمهارات الاجتماعية للأفراد المصابين بآفة القشرة الجبهية الأمامية والخلفية، ابتكر بيشارا وزملاؤه مهمة مقامرة أيوا.   تقيس المهمة شكلاً من أشكال التعلم المبني على العاطفة. توصلت الدراسات التي استخدمت مهمة المقامرة إلى وجود عجز في مختلف الفئات العصبية (مثل آفات اللوزة الدماغية والقشرة الأمامية الجبهية) والفئات النفسية (مثل مرضى الفصام والهوس ومدمني المخدرات).
مهمة المقامرة عبارة عن اختبار حاسوبي يتم فيه تقديم أربع مجموعات من البطاقات للمشاركين ليختاروا من بينها بشكل متكرر. تحتوي كل مجموعة على مبالغ مختلفة من المكافآت بقيمة 50 دولارًا أو 100 دولارًا، وخسائر عرضية أكبر في المجموعات ذات المكافآت الأعلى. لا يعرف المشاركون مكان وجود بطاقات العقوبة، ويُطلب منهم اختيار البطاقات التي ستزيد من مكاسبهم إلى أقصى حد. اتضح أن الاستراتيجية الأكثر ربحية هي اختيار البطاقات فقط من مجموعات المكافآت/العقوبات الصغيرة، لأنه على الرغم من أن المكافأة أصغر، فإن العقوبة أصغر نسبيًا بكثير من تلك الموجودة في مجموعات المكافآت/العقوبات العالية. على مدار الجلسة، يتبنى معظم المشاركين الأصحاء استراتيجية المجموعة المربحة ذات العقوبة المنخفضة. ومع ذلك، فإن المشاركين الذين يعانون من تلف في الدماغ غير قادرين على تحديد المجموعة الأفضل للاختيار من بينها، ويستمرون في الاختيار من بين المجموعات ذات المكافآت العالية والعقوبات العالية. 
نظرًا لأن مهمة المقامرة تقيس سرعة المشاركين في "تطوير الاستجابات العاطفية الاستباقية لتوجيه الاختيارات المفيدة"،  فهي مفيدة في اختبار فرضية العلامة الجسدية. وفقًا لهذه الفرضية، فإن العلامات الجسدية تؤدي إلى توقع العواقب العاطفية للقرار الذي يتم اتخاذه. وبالتالي، يُعتقد أن الأشخاص الذين يؤدون المهمة بشكل جيد يكونون على دراية ببطاقات العقوبة والمشاعر السلبية المرتبطة بسحب مثل هذه البطاقات، ويدركون أي مجموعة بطاقات أقل احتمالية للتسبب في عقوبة. 
تم استخدام هذه التجربة لتحليل ضعف الأشخاص الذين يعانون من تلف في القشرة الجبهية الأمامية البطنية، والذي من المعروف أنه يؤثر على الإشارات العصبية للمكافآت أو العقوبات المحتملة. يؤدي هؤلاء الأشخاص أداءً أقل جودة في المهمة.  تم استخدام التصوير بالرنين المغناطيسي الوظيفي (fMRI) لتحليل الدماغ أثناء مهمة المقامرة. كانت مناطق الدماغ التي تم تنشيطها أثناء المهمة هي نفسها المناطق التي افترض أنها تنشط بواسطة علامات جسدية أثناء اتخاذ القرار. 

## الأهمية التطورية
افترض داماسيو أن قدرة البشر على أداء التفكير المجرد بسرعة وكفاءة تتزامن مع تطور القشرة الجبهية الأمامية البطنية ومع استخدام العلامات الجسدية لتوجيه السلوك البشري أثناء التطور.  المرضى الذين يعانون من تلف في القشرة الجبهية الأمامية البطنية هم أكثر عرضة للانخراط في سلوكيات تؤثر سلبًا على العلاقات الشخصية في المستقبل البعيد، لكنهم لا ينخرطون أبدًا في أفعال من شأنها أن تؤدي إلى ضرر فوري لأنفسهم أو للآخرين.  ارتبط تطور القشرة الجبهية بالقدرة على تمثيل الأحداث التي قد تحدث في المستقبل. 

## تطبيق على السلوك المحفوف بالمخاطر
لقد تم تطبيق فرضية العلامة الجسدية لمحاولة فهم السلوكيات الخطرة، مثل السلوك الجنسي الخطر وإدمان المخدرات.
وفقًا لهذه الفرضية، فإن السلوكيات الجنسية الأكثر خطورة تكون أكثر إثارة ومتعة، وبالتالي فهي أكثر عرضة لتحفيز المشاركة المتكررة في مثل هذه السلوكيات.  عندما تم اختبار هذه الفكرة على الأفراد المصابين بفيروس نقص المناعة البشرية والذين كانوا معتمدين على المواد، تم العثور على فروق بين الأشخاص الذين سجلوا درجات جيدة في اختبار المقامرة، وأولئك الذين سجلوا درجات ضعيفة. وأظهر أصحاب الدرجات العالية وجود علاقة بين مقدار الضيق الذي أفادوا بأنهم يعانون منه بسبب إصابتهم بفيروس نقص المناعة البشرية، وقبولهم للمخاطر أثناء ممارسة السلوك الجنسي - فكلما زاد الضيق، زاد الخطر الذي قد يتحمله هؤلاء الأشخاص. ومن ناحية أخرى، لم يظهر أصحاب الدرجات المنخفضة أي ارتباط من هذا القبيل. تم تفسير هذه النتائج على أنها تشير إلى أن الأشخاص الذين يتمتعون بقدرات سليمة على اتخاذ القرار هم أكثر قدرة على الاعتماد على التجارب العاطفية السابقة عند تقييم المخاطر، مقارنة بالأشخاص الذين يعانون من نقص في مثل هذه القدرات، وأن قبول المخاطر يعمل على تخفيف الضائقة العاطفية. 
يُعتقد أن مدمني المخدرات يتجاهلون العواقب السلبية للإدمان أثناء بحثهم عن المخدرات. وفقًا لفرضية العلامة الجسدية، فإن هؤلاء المعتدين يعانون من ضعف في قدرتهم على تذكر والتفكير في التجارب غير السارة السابقة عند تقييم ما إذا كان ينبغي عليهم النظر في سلوكيات البحث عن المخدرات.   قام الباحثون بتحليل الاستجابات العصبية الصماء للأفراد المعتمدين على المواد والأفراد الأصحاء بعد عرض صور ممتعة أو غير ممتعة عليهم. استجابة للصور غير السارة، أظهر مستخدمو المخدرات انخفاضًا في مستويات العديد من العلامات العصبية الصماء، بما في ذلك النورإبينفرين والكورتيزول والهرمون الموجه لقشرة الغدة الكظرية. أظهر المدمنون استجابات أقل للصور الممتعة وغير الممتعة، مما يشير إلى أنهم قد يكون لديهم استجابة عاطفية أقل.  تشير دراسات التصوير العصبي التي تستخدم التصوير بالرنين المغناطيسي الوظيفي إلى أن المحفزات المرتبطة بالمخدرات لديها القدرة على تنشيط مناطق الدماغ المشاركة في التقييم العاطفي ومعالجة المكافأة. عند عرض فيلم لأشخاص يدخنون الكوكايين، أظهر مستخدمو الكوكايين نشاطًا أكبر في القشرة الحزامية الأمامية والفص الجداري السفلي الأيمن، والنواة الذنبية مقارنة بغير المستخدمين. وعلى العكس من ذلك، أظهر مستخدمو الكوكايين نشاطًا أقل عند مشاهدة فيلم جنسي مقارنة بغير المستخدمين. 

## نقد
يعتقد بعض الباحثين أن استخدام العلامات الجسدية (أي ردود الفعل الواردة) سيكون طريقة غير فعالة للغاية للتأثير على السلوك. إن مفهوم داماسيو لمسار التغذية الراجعة المعتمد على تجربة كما لو،   حيث يتم إعادة تمثيل الاستجابات الجسدية باستخدام القشرة الحسية الجسدية (التلفيف المركزي الخلفي)، يقترح أيضًا طريقة غير فعالة للتأثير على السلوك الصريح.  صرح إدموند رولز (1999) بأنه "سيكون من غير الفعال والمزعج للغاية وضع استجابة محيطية في مسار التنفيذ، ومحاولة استخدام المحولات لقياس تلك الاستجابة المحيطية، وهو إجراء صعب للغاية في حد ذاته".  إن الارتباط التعزيزي الموجود في القشرة المدارية الجبهية واللوزة الدماغية، حيث يتم فك تشفير القيمة الحافزة للمحفزات، كافٍ لإثارة التعلم القائم على العاطفة والتأثير على السلوك من خلال، على سبيل المثال، المسار المداري الجبهي المخطط.   يمكن أن تحدث هذه العملية من خلال عمليات ضمنية أو صريحة. 
تمثل فرضية العلامة الجسدية نموذجًا لكيفية مساهمة ردود الفعل من الجسم في اتخاذ القرارات المفيدة وغير المفيدة في المواقف المعقدة وغير المؤكدة. يأتي الكثير من البيانات الداعمة لها من البيانات المأخوذة من اختبار مقامرة أيوا.  في حين أثبت الاختبار أنه مقياس صالح بيئيًا لضعف عملية اتخاذ القرار، إلا أن هناك ثلاثة افتراضات يجب أن تكون صحيحة.
أولاً، إن الادعاء القائل بأنه يقيم التعلم الضمني باعتباره تصميمًا للمكافأة/العقاب يتعارض مع البيانات التي تُظهر المعرفة الدقيقة لإمكانيات المهمة  وأن الآليات مثل الذاكرة العاملة تبدو ذات تأثير قوي. ثانيًا، إن الادعاء بأن هذه المعرفة تحدث من خلال إشارات العلامات الوقائية لا تدعمه تفسيرات متنافسة للملف الناتج عن علم النفس الفسيولوجي.  وأخيرا، فإن الادعاء بأن الضعف يرجع إلى "قصر النظر للمستقبل" يتم تقويضه من خلال آليات نفسية أكثر معقولية تفسر العجز في المهام مثل التعلم العكسي، والمخاطرة، والعجز في الذاكرة العاملة. وقد يكون هناك أيضًا قدر أكبر من التنوع في أداء التحكم عما كان يُعتقد سابقًا، مما يؤدي إلى تعقيد تفسير النتائج.
وعلاوة على ذلك، وعلى الرغم من أن فرضية العلامة الجسدية قد حددت بدقة العديد من مناطق الدماغ المشاركة في اتخاذ القرار، والعاطفة، وتمثيل حالة الجسم، إلا أنها فشلت في إظهار كيفية تفاعل هذه العمليات على المستوى النفسي والتطوري بشكل واضح. هناك العديد من التجارب التي يمكن تنفيذها لاختبار فرضية العلامة الجسدية بشكل أكبر. يمكن أن يكون أحد الطرق هو تطوير متغيرات لمهمة المقامرة في ولاية أيوا والتي تتحكم في بعض القضايا المنهجية وغموض التفسير الناتج عنها. قد تكون فكرة جيدة أن ندرج إزالة عامل التشويش التعلمي العكسي، والذي من شأنه أن يجعل المهمة أكثر صعوبة في الفهم الواعي. بالإضافة إلى ذلك، يمكن ممارسة الاختبارات السببية لفرضية العلامة الجسدية بشكل أكثر إصرارًا في مجموعة أكبر من السكان مع ردود الفعل الطرفية المتغيرة، مثل المرضى الذين يعانون من شلل الوجه.
وفي الختام، هناك حاجة إلى اختبار فرضية العلامة الجسدية في المزيد من التجارب. حتى يتم استخدام مجموعة أوسع من الأساليب التجريبية من أجل اختبار فرضية العلامة الجسدية، يبدو أن الإطار هو مجرد فكرة مثيرة للاهتمام تحتاج إلى بعض الأدلة الداعمة بشكل أفضل. وعلى الرغم من هذه القضايا، فإن فرضية العلامة الجسدية ومهمة المقامرة في ولاية أيوا تعيد ترسيخ فكرة أن العاطفة لديها القدرة على أن تكون مفيدة وكذلك مشكلة أثناء عملية صنع القرار لدى البشر. 

## روابط خارجية
- Bechara، A.؛ Damasio، H.؛ Damasio، A. R. (مارس 2000). "Emotion, decision making and the orbitofrontal cortex". Cereb. Cortex. ج. 10 ع. 3: 295–307. DOI:10.1093/cercor/10.3.295. PMID:10731224.